# Neuer Jüdischer Friedhof (Będzin)

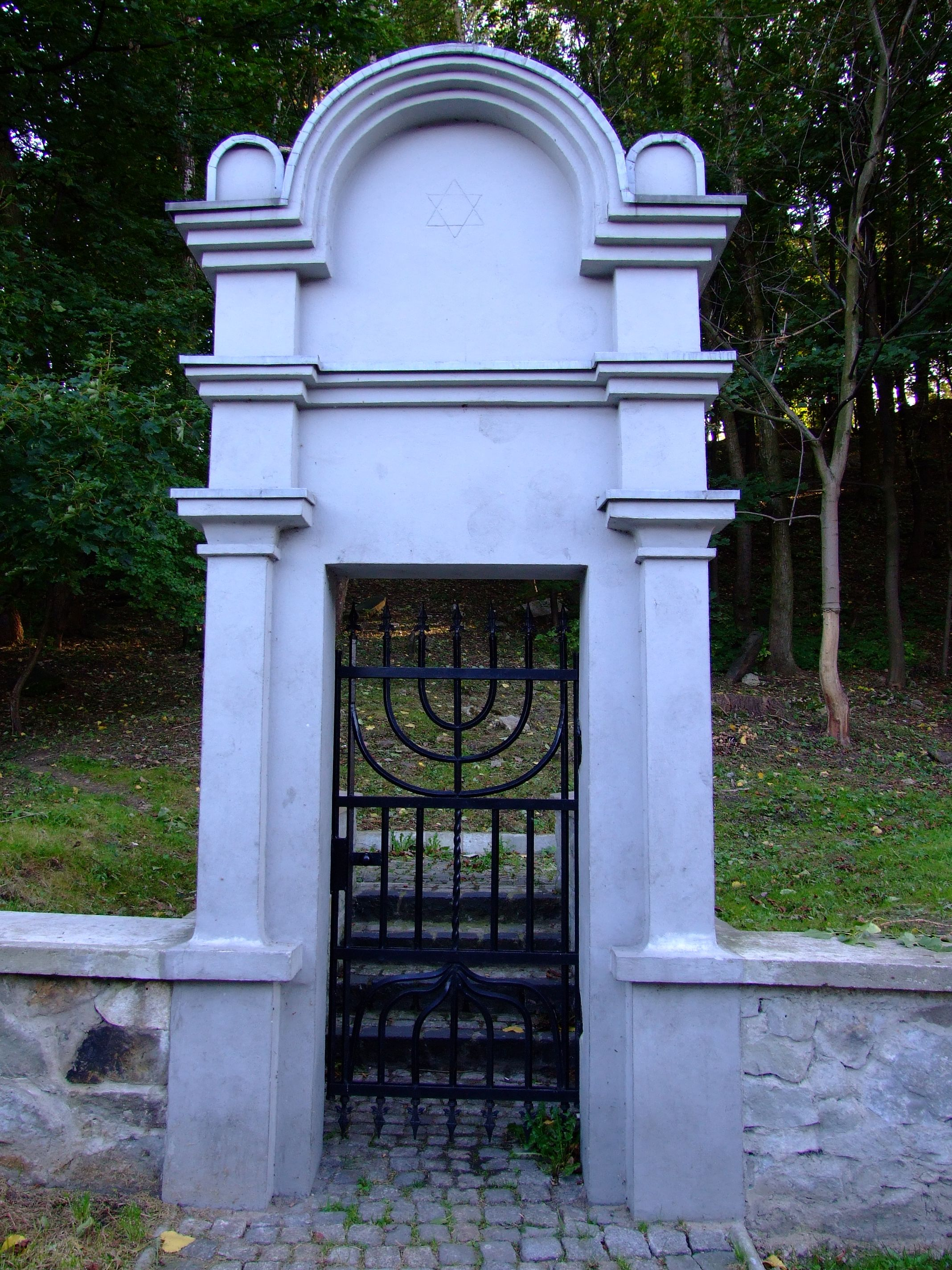
Eingang zum jüdischen Friedhof in Będzin

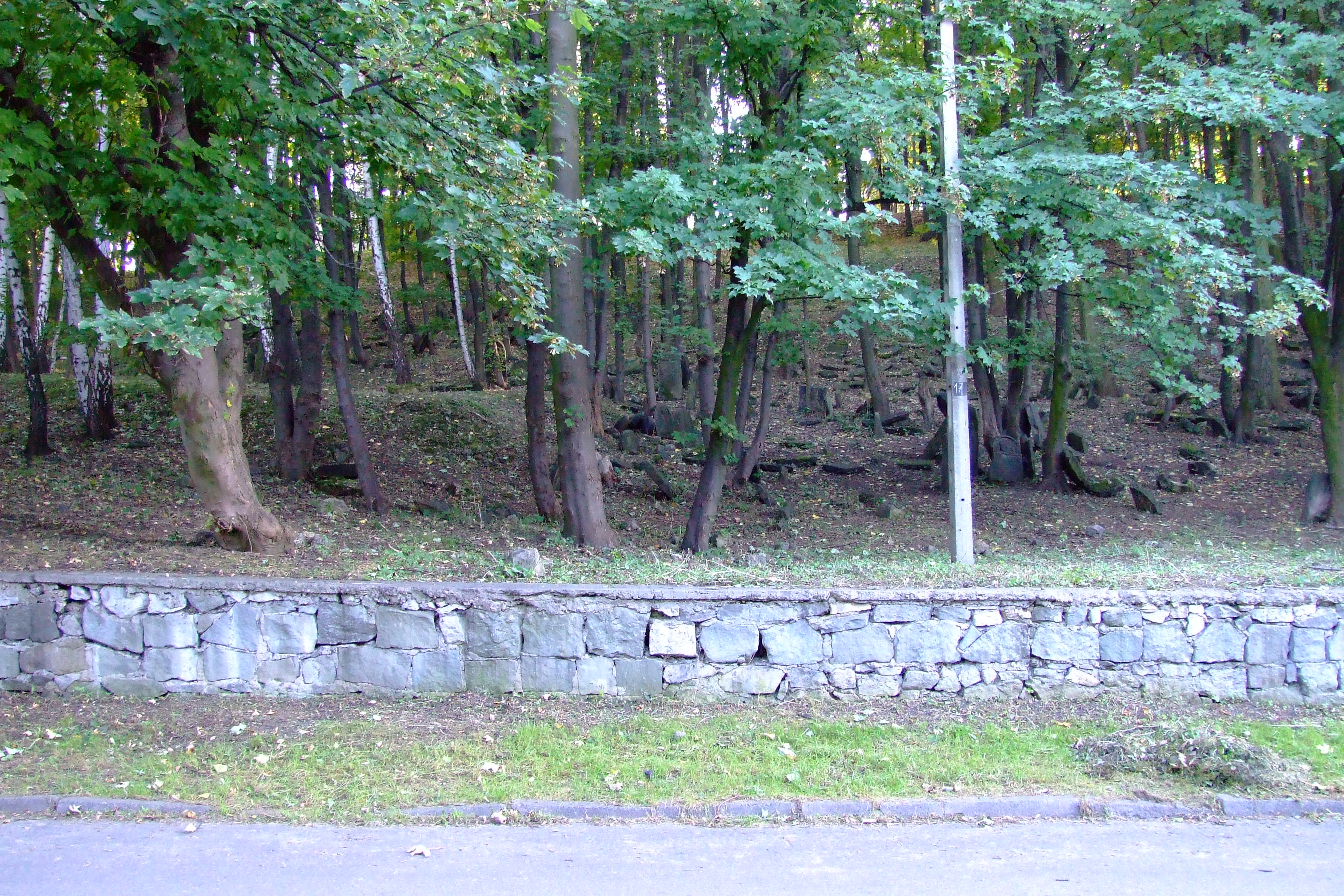
Jüdischer Friedhof in Będzin

Der Jüdische Friedhof in Będzin (deutsch Bendzin), einer Stadt an der Schwarzen Przemsa in Polen in der Woiwodschaft Schlesien, wurde 1837 angelegt.

## Geschichte
Schon ab dem 16. Jahrhundert gab es einen jüdischen Friedhof in Będzin. Dieser wurde 1837 durch einen neuen ersetzt. Noch vor 1900 legte man einen weiteren Friedhof an, der heute nicht mehr existiert. Die Überreste des 1837 angelegten Friedhofs sind erhalten geblieben.